# Rue des Abondances
Pour les articles homonymes, voir Rue de l'Abondance.
Rue des Abondances est une rue de Boulogne-Billancourt, en France.

## Origine du nom

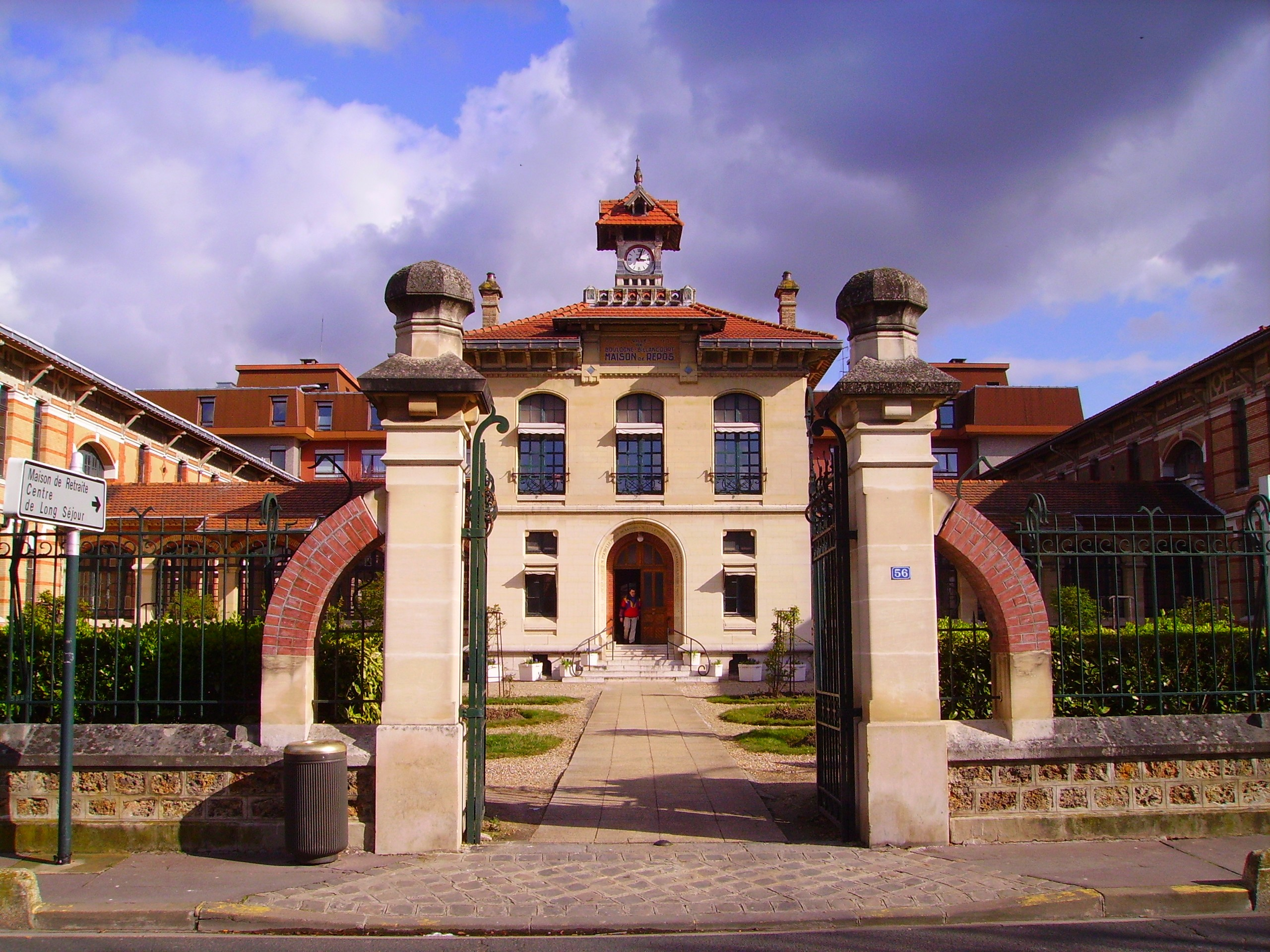
La maison de retraite.

D'après la chronique locale, le nom de la rue des Abondances de Boulogne-Billancourt serait dû à l'existence d'un ou de plusieurs greniers d'abondance dans cette rue, comme il en existe à Lyon. On peut remarquer que cette rue est à une centaine de mètres de la Seine, comme le Grenier d'Abondance de Lyon se trouve sur la rive de la Saône.
D'après une autre source, ce nom serait lié à la présence d'un vignoble.

## Historique
Un chemin vicinal classé en 1830 est à l'origine de la rue.

## Bâtiments remarquables et lieux de mémoire

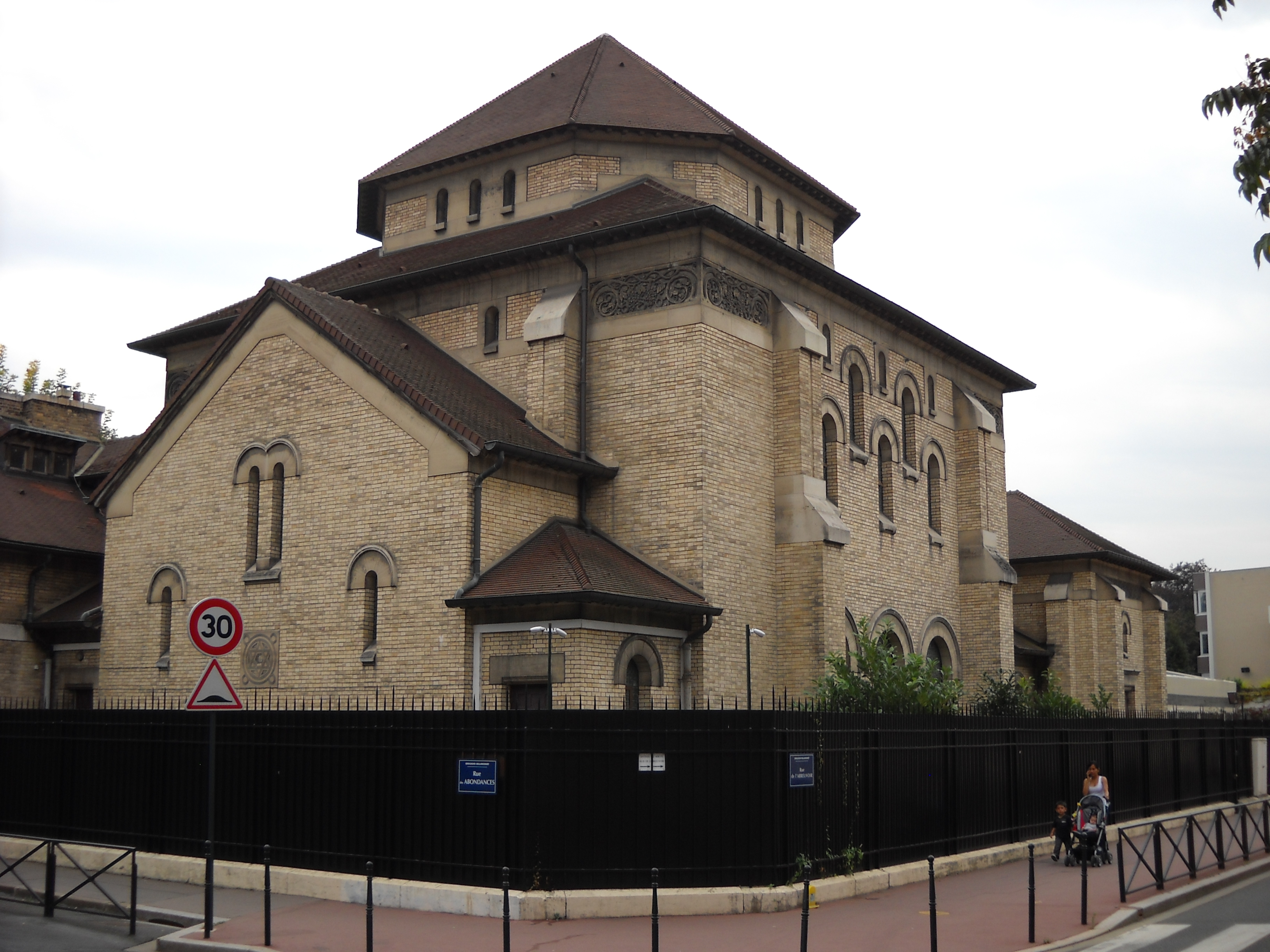
La synagogue de Boulogne-Billancourt.

- Synagogue de Boulogne-Billancourt, à l'angle de la rue de l'Abreuvoir[3].
- Musée départemental Albert-Kahn. L'entrée se fait par la rue du Port.
- La résidence du Rouvray, gérée par le Centre de gérontologie des Abondances, accueille cent anciens combattants et victimes de guerre valides, semi-valides ou invalides.
- Au no 11 s'est installée en 1938 l'école Maïmonide de Boulogne-Billancourt.
- Au no 27 se trouvait jusqu'en 2016 le musée Renault[4].
- Au no 56, la maison de retraite construite en 1896 par l'architecte Alexandre Barret[1].